# Gereformeerde kerk (Lioessens)
De gereformeerde kerk van Lioessens is een gereformeerd kerkgebouw in Lioessens in de Nederlandse provincie Friesland.

## Beschrijving
Het T-vormige kerkgebouw met expressionistische elementen en met terzijde geplaatste toren met tentdak is gebouwd naar plannen van architect Ane Nauta. De eerste steen werd gelegd op 30 mei 1927 door L. ten Kate. Aan de linkerzijde van de ingang een gevelsteen met de tekst: Geeft den Heere de eer zijns naams (Ps 96:8a).
Het orgel uit 1876 is gemaakt door Lodewijk Ypma en is in 1932 in de kerk geplaatst. Het is afkomstig uit de Sint-Martinuskerk in Bolsward.